# Olympische Sommerspiele 2008/Teilnehmer (Luxemburg)
| Gelbes Symbol für Goldmedaillen mit stilisierten Olympischen Ringen | Graues Symbol für Silbermedaillen mit stilisierten Olympischen Ringen | Braundes Symbol für Bronzemedaillen mit stilisierten Olympischen Ringen |
| ------------------------------------------------------------------- | --------------------------------------------------------------------- | ----------------------------------------------------------------------- |
| —                                                                   | —                                                                     | —                                                                       |

Luxemburg nahm 2008 zum 22. Mal an Olympischen Sommerspielen teil. Für die Olympischen Sommerspiele in Peking benannte das Comité Olympique et Sportif Luxembourgeois (COSL) folgende 14 Athleten. Fahnenträger bei der Eröffnungsfeier war Raphaël Stacchiotti.

## Teilnehmer nach Sportarten

### Judo
- Marie Muller

### Leichtathletik
- David Fiegen (Absage wegen Virusinfektion)

### Radsport
- Kim Kirchen
- Andy Schleck
- Fränk Schleck

### Schwimmen
- Laurent Carnol
- Christine Mailliet
- Alwin de Prins
- Raphaël Stacchiotti

### Segeln
- Marc Schmit

### Tischtennis
- Ni Xialian

### Triathlon
- Dirk Bockel
- Elizabeth May

### Turnen
- Sascha Palgen